# اگامب
اگامب (به انگلیسی: Agumbe) یک منطقهٔ مسکونی در هند است که در کارناتاکا واقع شده‌است.

## خصوصیات
اگامب ۳ کیلومترمربع مساحت و ۵۰۰ نفر جمعیت دارد و ۶۴۳ متر بالاتر از سطح دریا واقع شده‌است.